# Jacques Rivière
Jacques Rivière [žak rivjér] (15. července 1886, Bordeaux – 14. února 1925, Paříž) byl francouzský spisovatel, redaktor a kritik, ředitel časopisu Nouvelle Revue Française a blízký přítel Alain-Fourniera.

## Život
Narodil se v rodině lékaře a profesora medicíny, maturoval roku 1903 v Bordeaux a dva roky se připravoval v Sceaux na zkoušky na École normale supérieure. Tam se seznámil s Alain-Fournierem a když u zkoušky oba neuspěli, vrátil se do Bordeaux. Po vojenské službě se živil jako gymnaziální učitel a připravoval disertaci na Sorbonně. Seznámil se s M. Barrèsem, André Gidem a Paul Claudelem, s nímž si pilně dopisoval. Roku 1909 se oženil se sestrou Alain-Fourniera Isabelou a měl s ní dvě děti. Od roku 1911 pracoval v redakci La Nouvelle Revue française (NRF), pro niž psal eseje a kritiky.
Roku 1913 se dal pokřtít jako katolík, v srpnu 1914 byl mobilizován a brzy nato zajat. V německém zajetí těžce onemocněl a od roku 1917 byl převezen do Švýcarska. Po válce se vrátil do Paříže, vydal své válečné vzpomínky a roku 1919 obnovil vydávání NRF. Jako její ředitel publikoval texty svých současníků a přátel, například Marcela Prousta, François Mauriaca, Paula Valéryho, Saint-Johna Perse, Jeana Giraudoux i Louise Aragona. Vydavatelské práci se věnoval víc než vlastnímu psaní a vydal jen román „Milovaná“ (1922), zato napsal množství esejů, kritik a recenzí, které vyšly posmrtně, stejně jako několik svazků korespondence. Roku 1925 zemřel na tyfus.

## Dílo
- Études (Studie, 1912)
- L’Allemand : souvenirs et réflexions d'un prisonnier de guerre (Němec: vzpomínky a úvahy válečného zajatce, 1918)
- Aimée (Milovaná, 1922)
- À la trace de Dieu (Na stopě Boží, 1925)
- Correspondance de Jacques Rivière et Alain-Fournier (Korespondence s Alain-Fournierem, 1926–1928)
- Correspondance avec Paul Claudel (Korespondence s P. Claudelem, 1926)
- Carnet de guerre (Zápisník z války, 1929)
- Rimbaud (1931)
- Moralisme et Littérature, dialogue avec Ramon Fernández (Moralismus a literatura, 1932)
- Correspondance: 1914-1922 (Korespondence s M. Proustem, 1976)
- Carnets 1914-1917 (Zápisníky, 1977)